# Heeren Zeventien (politiek)
De Heeren Zeventien was een groep van Nederlandse bestuurders die ten tijde van de Tweede Wereldoorlog geïnterneerd waren in het kamp Sint-Michielsgestel. 

## Gijzeling
In juni, september en oktober 1940 namen de nazi's een groot aantal vooraanstaande Nederlanders gevangen. Hun gijzeling was een reactie op de gevangenneming van Duitsers in Nederlands-Indië. De door de nazi's opgepakte mensen werden daarom de Indische gijzelaars genoemd.

## De naam
In eerste instantie werd er door de gijzelaars een studiegroep opgericht bestaande uit 50 personen die gezamenlijk nadachten over de politiek na de oorlog. De studiegroep leidde echter niet tot de gewenste resultaten en de behoefte ontstond om in een kleiner gezelschap dieper op de zaken in te gaan. Er werd daarom, naast de sociologische studiegroep, een nieuwe groep opgericht. Vanaf juli 1942 kwam deze groep van zeventien mannen bijeen als de Heeren Zeventien (vernoemd naar de Heeren Zeventien ten tijde van de VOC).

## De leden

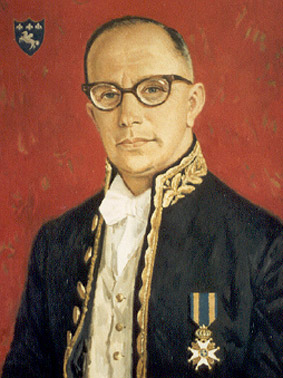
Antoon Arnold Marie Struycken

Vertegenwoordigers van de diverse politieke partijen waren vertegenwoordigd, waaronder Banning en Van der Goes van Naters (SDAP), Einthoven (Nederlandsche Unie), Wim Schermerhorn (VDB), Struycken (RKSP), Okma (ARP), Lieftinck (CHU) en Von Balluseck (Liberale Staatspartij). Ook de historicus Pieter Geijl maakte deel uit van de Heeren Zeventien. De meesten hadden voor de oorlog slechts een ondergeschikte rol gespeeld in de politiek. Ze waren over het algemeen jonger dan de vooraanstaande leiders van vóór de bezetting. Ze stonden allen kritisch tegenover het vooroorlogse politieke bestel. De besprekingen van de Heeren Zeventien waren vertrouwelijk. Er werd gesproken over de politieke toekomst van Nederland en over de te verwachten problemen.

## Tegenstellingen
Vanaf het begin bleek echter al dat de Heeren Zeventien intern verdeeld waren. Voorzitter Schermerhorn vond dat er na de oorlog een christelijke staat moest worden opgebouwd. De herleving van het christelijk geloof tijdens de oorlog mocht niet verloren gaan. De niet-christenen zouden de superioriteit van het christendom verstandelijk moeten aanvaarden. Van der Goes en Geijl verzetten zich hier heftig tegen. Geijl weigerde te erkennen dat alleen in het christendom een waarborg tegen het nationaalsocialisme was te vinden.

## Afsplitsing
De verschillen in opvatting over de naoorlogse vernieuwing bleken onoverbrugbaar te zijn en daarom besloot een aantal deelnemers een aparte gesprekskring te vormen. De vaste kern van deze gesprekskring werd gevormd door Banning, Schermerhorn, Lieftinck en Einthoven. Eind augustus 1942 kwam de groep voor het eerst bijeen. In januari 1943 traden ook Jan de Quay en Hendrik Kraemer toe. De bedoeling was om met een gemeenschappelijk opgesteld manifest naar buiten te komen en een programma op te stellen voor een brede volksbeweging. Ter voorbereiding hiervan stelden de deelnemers een aantal nota’s op die uitgebreid met elkaar werden besproken. De inhoud van deze nota’s vormden de basis van het latere program van de Nederlandse Volksbeweging (NVB) weergegeven in hun uitgave "Program en Toelichting van de Nederlandse Volksbeweging".

## Namenlijst
Onvolledige lijst van namen van de Heeren Zeventien en de periode van hun verblijf in kamp Sint-Michielsgestel:
- Day von Balluseck (1895-1976); begin 1942 tot september 1944.
- Willem Banning (1888-1971); van mei 1942 tot december 1943.
- Ton Barge (1884-1952); van mei 1942 tot december 1942
- Louis Einthoven (1896-1979); van mei 1942 tot september 1944.
- Pieter Geijl (1887-1966); onbekend tot in 1944.
- Marinus van der Goes van Naters (1900-2005); onbekend tot september 1944.
- Dolf Joekes (1885-1962); van mei tot december 1942.
- Max Kohnstamm (1914-2010); van na juli 1942 tot september 1944.
- Hendrik Kraemer (1888-1965); van juli 1942 tot maart 1943.
- Piet Lieftinck (1902-1989); van mei 1942 tot onbekend.
- Nicolaas Okma (1904-1955); van 1943 tot onbekend.
- Jan de Quay (1901-1985); van juli 1942 tot juni 1943.
- Maan Sassen (1911-1995); mei 1942 tot december 1943.
- Wim Schermerhorn (1894-1977); van 1942 tot 1943.
- Teun Struycken (1906-1977); van mei 1942 tot januari 1944.
- Frans Wijffels (1899-1968); van 19 mei 1943 tot 13 juli 1943.

## Publicaties
- J.C.H. Blom et al.: De gijzelaars van St.Michielsgestel en Haaren. Het dubbele gezicht van hun geschiedenis. Amsterdam, Balans, 1992. ISBN 9789050181860
- Madelon de Keizer: De gijzelaars van Sint Michielsgestel. Een elite-beraad in oorlogstijd. Alphen aan de Rijn, Sijthoff, 1979. ISBN 9021824914